# Domenico Bernini
Domenico Bernini (1657–1723) was een Italiaanse kerkhistoricus. Hij was de zoon van architect en beeldhouwer Gian Lorenzo Bernini.

## Algemene historiek
Meer dan 60 jaar was het geslacht Bernini een centrale naam in het artistiek leven van Rome. Drie generaties van de Bernini-familie werden eerst en vooral beeldhouwers. Pietro Bernini, bekend van de Fontana della Barcaccia, een schip gelegen aan de voet van de Spaanse Trappen in Rome, leidde zijn twee zonen op. Een van zijn zonen, Gian Lorenzo Bernini, wordt nog steeds gezien als een van de grootste kunstenaars van de 17e eeuw en werd onder andere bekend door zijn ontwerp van het Baldakijn in de Sint-Pietersbasiliek. Hij was zowel een productieve schepper maar ook een artiest die het publieke aanzien van de toenmalige Romeinse pausen succesvol beïnvloed heeft. Na de uitgave van Baldinucci's vita over hem, had de naam Bernini een onuitwisbare indruk nagelaten. Hij kreeg samen met zijn vrouw Caterina Tezio 11 kinderen. De jongste daarvan was Domenico Bernini.

## Het werk en leven van Domenico Bernini
Op zijn 14e besliste Domenico om zoals veel van zijn familieleden, toe te treden tot de Jezuïeten. Onder andere zijn oom Domenico, naar wie hij vernoemd werd en z’n broer Pier Filippo, gingen hem voor. Later werd hij ook nog prelaat en kerkvoogd van de Santa Maria Maggiore in Rome. Maar in tegenstelling tot zijn broer, bleef hij niet lang in de kerk, want na de dood van z’n vader in 1680, werd hij verliefd op een Romeins meisje, met wie hij trouwde en 3 kinderen kreeg. Door de grote erfenis van zijn vader, had hij een financieel zekere toekomst.
In 1685 schreef hij zijn 1e werk: Memorie historiche di ciò che hanno operato li Sommi Pontefici nelle guerre contro i Turchi dal primo passaggio di questi in Europa fino all’anno 1684 die handelde over de politieke agenda van de toenmalige paus, Innocent XI, alsook de Grote Turkse Oorlog en daarbij de aanzienlijke fondsen die de paus ter beschikking stelde na de nederlaag tegen de Turken in Venetië in 1683.
Tien jaar later, in 1695, schreef hij een gerelateerd werk, Memorie historiche di ciò che ha operato contro i Turchi il Sommo Pontefice Innocenzo XI, over de inspanningen die de paus deed tegen Turken.
En nog eens tien jaar later, kwam zijn tetralogie uit, Historia, di tutte le Heresie. Dat was een kerkstrijd tegen de ketterij, die georganiseerd werd door de pausen vanaf Sint Pieter tot en met Innocent XII.
In 1713 publiceerde Rocco Bernabò het werk over zijn vader Gian Lorenzo Bernini, Vita del cavalier Gio. Lorenzo Bernino, descritta da Domenico Bernino suo figlio. Waarmee hij enige bekendheid verwierf.
In 1714 werd door hem ook nog Domenico’s Vita del Cardinal D. Giuseppe Maria Tomasi de’ chierici regolari uitgegeven, die een hagiografie was van Giuseppe Maria Tomasi, lid van de Arcadische Academie. Na deze publicatie, richtte hij zijn aandacht meer naar strikt geestelijke onderwerpen, waarvan de in 1717 gepubliceerde Il tribunale della S. Rota Romana een voorbeeld was. Dit was een studie van de geschiedenis, constituties en wetten van het canonische en het burgerlijke hof van het Vaticaan.
In 1720 werkte Domenico als een boekeninspecteur en twee jaar later verscheen zijn laatste werk, dat opnieuw een lange hagiografie was. Vita del venerabile GIuseppe da Copertion de’ minori conventuali, droeg hij op aan paus Innocent XIII. Zoals veel van zijn andere werken, verscheen dit werk ook in veel latere edities en diende bijvoorbeeld als basis voor Copertino’s biografie in de Acta Sanctorum van de Bollandisten.
Domenico Bernini stierf in 1723 op 66-jarige leeftijd en werd begraven in de familie-tombe bij de Santa Maria Maggliore. Zijn publicaties suggereren dat hij genoten heeft van zijn carrière als kerkvoogd.

## Vita del Cavalier

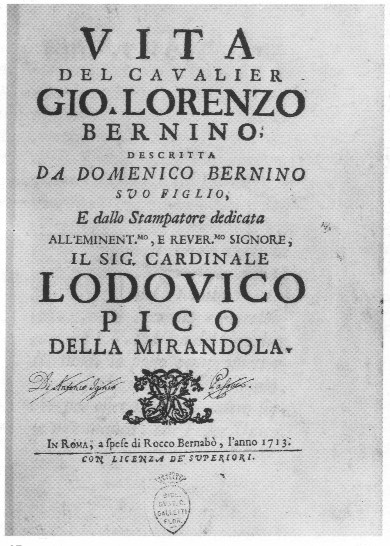
Frontpagina van het Vita door Domenico Bernini

### Algemeen
In 1674 begon de broer van Domenico, Pier Filippo Bernini, documentatie te verzamelen over zijn vader Gian Lorenzo en schreef verschillende teksten over hem. Deze zijn echter niet uitgegeven en dus niet teruggevonden in de archieven. Één ding kan wel met zekerheid worden vastgesteld, en dat is dat deze teksten de basis waren voor het Vita over Bernini, die Baldinucci in 1682 -twee jaar na de dood van Gian Lorenzo- uitgegeven heeft. Volgens bronnen kwamen deze documenten in 1678 in handen van Baldinucci. We kunnen dus vaststellen dat Gian Lorenzo een belangrijke bron was die het manuscript ondersteunde en dat hij een grote invloed heeft gehad op het uiteindelijke werk. Het is pas dertig jaar later, in 1713, dat de Vita van Domenico uitgegeven werd, die op dezelfde bronnen gebaseerd is.
De twee boeken zijn dus in feite twee versies van één tekst die door verschillende auteurs (her)schreven geweest zijn over een periode van veertig jaar.  Het werk is een belangrijk naslagwerk om enerzijds de werken van Bernini beter te kunnen interpreteren, maar anderzijds ook meer te weten te komen over de persoon achter de naam.

### Vergelijkende studie met Baldinucci
Baldinucci beschreef het leven van Bernini als dat van een artiest. Volgens hem is hij, op het gebied van de kunst, de nieuwe Michelangelo. Hij citeerde: "We hope that this young man will become the great Michelangelo  of his time". 
Domenico daarentegen, legde eerder een grotere nadruk op Bernini’s toewijding en op zijn deugden als mens, dan als kunstenaar. Bernini komt in zijn Vita naar voor als een liefdevolle echtgenoot en vader, een grand’uomo.“truth [about  Bernini’s life], which is the only merit in history, and what history alone is”.
Domenico’s biografie bevat dus met andere woorden geen catalogus met de werken van zijn vader, of de "relazione" over de koepel van de Sint-Pietersbasiliek, die wel aanwezig zijn bij Baldinucci. Alleen het baldacchino (1626-33) beschrijft hij wel zeer uitgebreid, omdat dit werk "per toeval" goed gelukt is en omdat de beschrijving van het baldakijn Bernini impliciet identificeert met de onimiteerbare Michelangelo. Ze zien echter wel beiden de tekst als een soort geschiedenis over het leven van Bernini, ze zijn daarom allebei chronologisch gestructureerd, volgens de machthebbende pausen in de tijd van Bernini. Domenico spreekt over een racconto dell’ Historia en Baldinucci over een History.
De kern van hun biografie echter, is zo gelijkend op elkaar dat Adolfo Venturi en Julius van Schlosser (zoals veel critici achter hen) concludeerden dat de Vita van Domenico een ongeïnspireerd plagiaat was op die van Baldinucci, enkel en alleen omdat die van Baldinucci eerder uitgegeven geweest is. Het bestaan van deze bijna strikt dezelfde biografieën was een van de redenen waarom er al zo vroeg een Bernini-studie is gebeurd, zodat Baldinucci’s originaliteit, exclusiviteit en realiteit gewaarborgd kon worden.

### De ware Vita van Domenico
Al zeer vroeg in de geschiedenis ontstonden er speculaties over tegenstrijdigheden in het werk van Baldinucci, wat betrof de literaire waarde tegenover het waarheidsgehalte van het werk.
In een latere gedachte in 1902, besloot de historicus Alois Riegl dat de tekst een “waar kunsthistorische” gids was van Gian Lorenzo’s werk. Het werd in 1912 gepubliceerd als een vertaling van het oorspronkelijk werk en bevatte een rijkelijk becommentarieerde biografie over Baldinucci.
Vanaf het begin van de moderne Bernini-studies, waren er dus twee tegengestelde zichten op de biografieën. De eerste stroming zag de biografie als een literaire tekst die toegang bood tot de periodieke kunst- en esthetische  gevoeligheid, de andere stroming opteerde voor een gedocumenteerde uitvoering van de feiten van het verleden, aan de hand van getuigenissen en documenten uit het archief.
Vanaf de Tweede Wereldoorlog zorgde de tweede stroming ervoor dat er twee complementaire effecten waren op het lezen van Baldinucci’s Life of Bernini. De tekst kwam meer en meer over als een bewaarplaats van feiten over een artiest en deze waardering  verduisterde de eigenlijke status van een specifiek genre van schrijven: de biografie. Een biografie bood een meer historisch specifiek beeld aan van Bernini, maar bekeek het werk ook vanuit het perspectief van de auteur.
In 1919, merkte Erwin Panofsky op dat de theoretische opmerkingen die Domenico neerschreef wat betrof de meer specifiekere werken van Bernini, eruitzagen als gegeneraliseerde en “veilige” statements uit het werk van Baldinucci. Dit leidde Panofsky tot de hypothese dat Baldinucci een “onnauwkeurige samensteller van onbekend materiaal” was. Die eigenlijk werkte met notities die waren gegeven door Domenico zelf.
Panofsky’s vonnis had 2 implicaties. Ofwel verstrekte Domenico een meer ontwikkelde theoretische mening over  Bernini dan Baldinucci, ofwel had Domenico een meer samenhangend en volledig manuscript geschreven, die een basis vormde waarop Baldinucci haastig zijn eigen biografie had samengesteld.
Het duurde echter tot in 1966 wanneer Cesare D’Onofrio, Panofsky’s gedachten volgde en een antwoord probeerde te vinden op de speculaties betreffende het feit waarom Domenico Bernini, die een excellente reputatie had als auteur, zich zou onderdoen aan plagiaat door dezelfde tekst te publiceren als Baldinucci. Hij onderwierp de teksten aan gedetailleerde analyses en vergeleek nauwkeurig wat geweten was over de oorsprong van de twee teksten.
Daaruit besloot hij dat Baldinucci in 1679 op zijn eigen initiatief een korte biografie was begonnen. Volgens D’onofrio, wilde Baldinucci waarschijnlijk zijn tekst bijvoegen in The Notizie, een biografisch woordenboek over bekende kunstenaars. Koningin Christina van Zweden vroeg hem toen echter om de biografische noot over Bernini te spreiden over een geheel boek.
Vanaf hier veronderstelde D’Onofrio  dat Baldinucci zich zeer sterk vergrepen heeft aan het uitgeleende materiaal door de Bernini-familie, inclusief het volledig manuscript dat al werd geschreven door Domenico, terwijl zijn vader nog leefde. Later, in 1713, publiceerde Domenico zijn eigen Vita onder zijn eigen naam. Ook suggereerde D’Onofrio dat Domenico tijdens het voorbereiden van zijn manuscript, hulp gekregen heeft van zijn oudere broer Monsignor Pier Filippo, die bekend werd als toneelschrijver.
Door deze uitgebreide studie, begonnen de Bernini-studies langzaam rekening te houden met het argument van D'Onofrio en startten ze met een meer uitgebreid onderzoek naar het leven van Domenico. De tekst van Baldinucci bleef echter de gezaghebbende versie over het leven van Bernini. Dit was ongetwijfeld de reden waarom zijn biografie als eerste in het Engels vertaald is geweest.
Maar vanaf de jaren 80, volgden de meeste kunsthistorici de hypothese van D'Onofrio en werd de tekst van Domenico beschouwd als de biografie van Bernini die zich het dichtst bij de waarheid bevond, doordat er persoonlijke uitwisselingen waren tussen de kunstenaar en de biograaf. Precies om die reden, werd vanaf dan de relatie tussen de twee teksten omgedraaid en werd de Vita van Domenico niet langer gezien als plagiaat maar als de enige ware biografie.
- Biblioteca Nacional de España: XX5488345
- Bibliothèque nationale de France: cb15043741x (data)
- CiNii: DA06265052
- Gemeinsame Normdatei: 134231856
- International Standard Name Identifier: 0000 0001 1022 5922
- Library of Congress Control Number: no2002065914
- Nationale Bibliotheek van Tsjechië: ola2008481215
- Nationale Bibliotheek van Israël: 987007567933305171
- Nationale en Universitaire bibliotheek Zagreb: 000232228
- Nederlandse Thesaurus van Auteursnamen: 095389407
- Istituto Centrale per il Catalogo Unico: NAPV053490
- Système universitaire de documentation: 112093302
- Virtual International Authority File: 22424058
- WorldCat: E39PBJp6bG8Hgrr4Fhf6YBBkjC